# بولمارک
بولمارک (به سوئدی: Bullmark) یک منطقه مسکونی است که در بخش اومیا شهرستان وستربوتن در کشور سوئد واقع شده است. جمعیت بولمارک در پایان سال ۲۰۱۰ بالغ بر ۳۱۹ نفر بوده است.